# Walter Kugler
Walter Kugler (* 1948 in Landshut) studierte Musik, Erziehungswissenschaften und Politologie, promovierte und lehrte an der Universität zu Köln und anderen wissenschaftlichen Institutionen und war von 2003 bis 2011 Leiter des Rudolf Steiner Archivs in Dornach und Co-Kurator zahlreicher Steiner-Ausstellungen im In- und Ausland. Von 2008 bis zu seiner Emeritierung war er Professor of Fine Art an der Brookes University in Oxford.

## Publikationen (Auswahl)
- Rudolf Steiner und die Anthroposophie. DuMont, Köln 2010.
- mit Simon BaurRudolf Steiner in Kunst und Architektur. DuMont, Köln 2007.
- Feindbild Steiner. Freies Geistesleben, Stuttgart 2001.
- mit David Marc Hoffmann, Ulla Trapp: Rudolf Steiners Dissertation „Die Grundfrage der Erkenntnistheorie“. Rudolf Steiner Verlag, Dornach 1991.
- Selbstverwaltung als Gestaltungsprinzip eines zukunftsorientierten Schulwesens, dargestellt am Beispiel der Freien Waldorfschulen. Freies Geistesleben, Stuttgart 1981 (Zugleich Dissertation. Universität zu Köln, 1981)